# Maskerstekelstaart
De maskerstekelstaart (Nomonyx dominicus) is een vogel uit de familie Anatidae. De wetenschappelijke naam van de soort is gepubliceerd in 1766 door Linnaeus.

## Algemene Informatie
De maskerstekelstaart is een zelden geziene duikeend die vooral te vinden is in tropische laagland. Deze mysterieuze eend eet meestal 's nachts en slaapt overdag. Deze eend komt voor in kleine vijvers en zelfs in bermen langs de weg. Deze soort zie je bijna nooit in vlucht, maar als de eend in de lucht wil komen kan hij dat met een sprongetje.

## Uiterlijke kenmerken
De mannentjes maskerstekelstaart heeft in het broedseizoen een donker zwart gezicht masker, een blauwe snavel en een warm bruin lichaam. De vrouwtjes van deze soort hebben twee zwarte strepen op het gezicht en hebben een lichtere kleur dan de mannetjes.

## Voorkomen
De soort is wijdverbreid in Latijns-Amerika.

## Beschermingsstatus
De maskerstekelstaart heeft een groot verspreidingsgebied en daardoor alleen al is de kans op de status  kwetsbaar (voor uitsterven) uiterst gering. De grootte van de populatie is in 2019 met een grote marge geschat op 16.000-200.000 volwassen vogels en aangenomen wordt dat dit aantal stabiel is. Om deze redenen staat deze stekelstaarteend als niet bedreigd op de Rode Lijst van de IUCN.